# Kyle Anderson
Kyle F. Anderson (ur. 20 września 1993 w Nowym Jorku) – amerykański koszykarz, występujący na pozycji skrzydłowego, aktualnie zawodnik Minnesoty Timberwolves.
W 2012 wystąpił w meczu wschodzących gwiazd - Nike Hoop Summit oraz McDonald’s All-American.
W trakcie swojego pierwszego sezonu w NBA wielokrotnie był wysyłany przez San Antonio do klubu farmerskiego Austin Spurs, grającego w lidze D-League.
9 lipca 2018 podpisał wieloletni kontrakt z Memphis Grizzlies. 8 lipca 2022 został zawodnikiem Minnesoty Timberwolves.

## Osiągnięcia
Stan na 5 lutego 2023, na podstawie, o ile nie zaznaczono inaczej.
NCAA
- MOP (Most Outstading Player) turnieju Pac-12 (2014)
- MVP turnieju Las Vegas Invitational (2014)
- Zaliczony do:
  - I składu:
    - Pac-12 (2014)
    - turnieju:
      - Pac-12 (2014)
      - turnieju Las Vegas Invitational (2014)

    - najlepszych pierwszorocznych zawodników Pac-12 (2013)

  - II składu Pac-12 (2013)
  - III składu All-American (AP, TSN – 2014)

NBA
- MVP letniej ligi w Las Vegas (2015)[7]
- Zaliczony do I składu letniej ligi NBA – Samsung All-NBA Summer League (2015)[7]